# 速霸陸B5-TPH

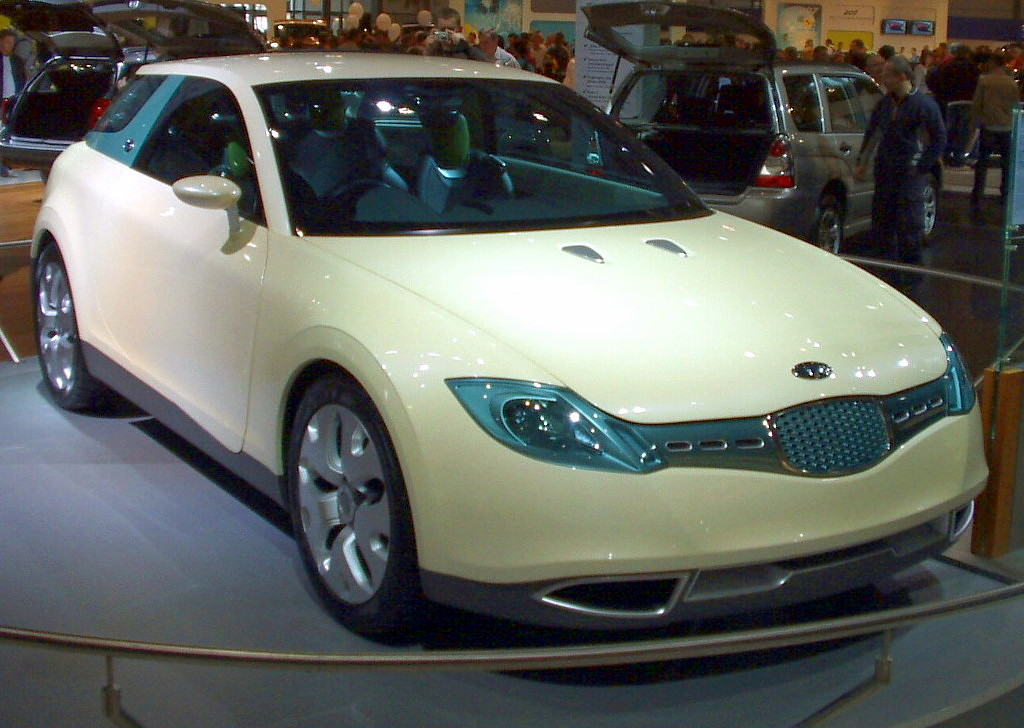
速霸陸B5-TPH

速霸陸B5-TPH（日语：スバル・B5-TPH）乃是日本富士重工業設計開發的混合動力概念車。

## 概要
2005年10月第39屆東京國際車展上，富士重工業首度公開這輛混合動力概念車。其中「TPH」乃「Turbo Parallel Hybrid」之縮寫，意指主要特點為2.0L水平對臥渦輪增壓引擎搭配電動馬達，該具引擎採用米勒循環技術，可削減二氧化碳排出量，提高燃油效率。該具渦輪增壓引擎可輸出256hp的最大馬力、253lb-ft的最大扭力；電動馬達則可輸出10kW的馬力、110lb-ft的扭力。其次，最低地面高為200毫米，加上大尺寸輪胎，足以應付輕度越野路面。至於車型外觀，則揉合Sport Wagon與SUV二者。

## 外部連結
- （英文）Automobile: Subaru B5-TPH Concept （页面存档备份，存于）